# Wereldbeker schaatsen 2007/2008 - Wereldbeker 3
De derde Wereldbekerwedstrijd langebaanschaatsen in het seizoen 2007/08 vond plaats op 1 en 2 december 2007 in Kolomna, Rusland.
De wedstrijd zou oorspronkelijk in Moskou verreden worden, maar werd verplaatst doordat er bij deze ijsbaan sprake was van instortingsgevaar.
| Programma                |                              |
| Datum                    | Onderdeel                    |
| zaterdag 1 december 2007 | 1500m mannen 5000m vrouwen   |
| zondag 2 december 2007   | 1500m vrouwen 10.000m mannen |

## Mannen

### 1500 meter
Op de 1500 meter eindigde de top drie dicht bij elkaar. Erben Wennemars scherpte in de achtste rit het baanrecord aan tot 1.46,07. De volgende rit kwam Enrico Fabris dichtbij met een slotronde van 27,6 maar moest genoegen nemen met de tweede plaats. In de laatste rit zette Håvard Bøkko de derde tijd neer door Simon Kuipers in de laatste ronde nog in te halen, hij finishte op slechts vijf honderdste van Wennemars. De nummer twee van de wereldbeker tot dan toe, Shani Davis, was afwezig waardoor hij naar de vijfde plaats in het klassement zakte, waarin Wennemars nu ruim aan de leiding gaat met 260 punten, gevolgd door Fabris met 170 en Kuipers met 164 punten.
| A-divisie | A-divisie                 | A-divisie | A-divisie |
| rang      | schaatser                 | tijd      | punten    |
| --------- | ------------------------- | --------- | --------- |
| Goud      | Erben Wennemars           | 1.46,07   | 100       |
| Zilver    | Enrico Fabris             | 1.46,09   | 80        |
| Brons     | Håvard Bøkko              | 1.46,12   | 70        |
| 4         | Ivan Skobrev              | 1.46,25   | 60        |
| 5         | Mark Tuitert              | 1.46,39   | 50        |
| 6         | Chad Hedrick              | 1.46,65   | 45        |
| 7         | Dmitri Babenko            | 1.46,69   | 40        |
| 8         | Jevgeni Lalenkov          | 1.46,72   | 36        |
| 9         | Simon Kuipers             | 1.47,07   | 32        |
| 10        | Konrad Niedźwiedzki       | 1.47,35   | 28        |
| 11        | Stefan Heythausen         | 1.47,47   | 24        |
| 12        | Mikael Flygind-Larsen     | 1.47,88   | 21        |
| 13        | Steven Elm                | 1.48,24   | 18        |
| 14        | Robert Lehmann            | 1.48,60   | 16        |
| 15        | Aleksandr Lebedev         | 1.48,97   | 14        |
| 15        | Trevor Marsicano          | 1.48,97   | 14        |
| 17        | Samuel Schwarz            | 1.49,49   | 10        |
| 18        | Jeff Kitura               | 1.50,43   | 8         |
| 19        | Risto Rosendahl           | 1.51,05   | 6         |
| 20        | Christoffer Fagerli Rukke | DQ        | 0         |

| B-divisie | B-divisie           | B-divisie | B-divisie |
| rang      | schaatser           | tijd      | punten    |
| --------- | ------------------- | --------- | --------- |
| 1         | Tom Prinsen         | 1.47,12   | 25        |
| 2         | Lucas Makowsky      | 1.47,58   | 19        |
| 3         | Remco Olde Heuvel   | 1.47,60   | 15        |
| 4         | Justin Warsylewicz  | 1.47,64   | 11        |
| 5         | Jan Friesinger      | 1.49,16   | 8         |
| 6         | Sverre Haugli       | 1.50,05   | 6         |
| 7         | Yue Cheng           | 1.50,10   | 4         |
| 8         | Aleksej Joenin      | 1.50,32   | 2         |
| 9         | Aleksey Yesin       | 1.50,42   | 1         |
| 10        | Jörg Dallmann       | 1.50,58   | 0         |
| 11        | Pascal Briand       | 1.50,67   | 0         |
| 12        | Henrik Christiansen | 1.50,82   | 0         |
| 13        | Shingo Doi          | 1.50,97   | 0         |
| 14        | Johan Röjler        | 1.51,08   | 0         |
| 15        | Robert Kustra       | 1.51,15   | 0         |
| 16        | Daniel Friberg      | 1.51,32   | 0         |
| 17        | Naoki Yasuda        | 1.51,59   | 0         |
| 18        | Piotr Puszkarski    | 1.51,65   | 0         |
| 19        | Christian Pichler   | 1.51,91   | 0         |
| 20        | Vladimir Kostin     | 1.52,15   | 0         |
| 21        | Jarmo Valtonen      | 1.52,40   | 0         |
| 22        | Hiroki Hirako       | 1.53,44   | 0         |
| 23        | Milan Sáblík        | 1.53,89   | 0         |
| 24        | Shigeyuki Dejima    | 1.54,15   | 0         |
| 25        | Patrick Meek        | 1.54,19   | 0         |
| 26        | Maksim Pedos        | 1.54,31   | 0         |
| 27        | Zhi Chen            | 1.55,36   | 0         |
| 28        | Kris Schildermans   | 1.56,47   | 0         |
| 29        | Pavel Kulma         | 1.57,62   | 0         |

### 10.000 meter
De 10.000 meter startte zonder de twee leiders in het klassement, Kramer en Fabris. Hierdoor waren de belangrijkste kanshebbers voor de overwinning de Nederlanders en Håvard Bøkko. Carl Verheijen, een van de belangrijkste kanshebbers, viel in zijn eerste ronde, liep een diepe vleeswond op in zijn enkel en kon de zijn race niet afmaken. Door Verheijens val moest Bob de Jong zijn rit alleen afmaken, zijn 13.17,77 was goed voor de derde plaats. In de laatste rit reden Håvard Bøkko en Tom Prinsen allebei sneller dan de tijd van De Jong. Na een flinke versnelling kon Bøkko zijn eerste wereldbekeroverwinning vieren, dit deed hij in een persoonlijk -en baanrecord van 13.06,53. De 13.16,11 van Prinsen was net geen persoonlijk record, maar hij was wel de snelste Nederlander. Dankzij zijn overwinning nam Bøkko de leiding in de wereldbekerklassement over van Sven Kramer.
De winnaar van een de B-divisie, Tristan Loy, reed een sterke tijd, zijn 13.14,92 was de tweede tijd van de dag.
| A-divisie | A-divisie          | A-divisie | A-divisie |
| rang      | schaatser          | tijd      | punten    |
| --------- | ------------------ | --------- | --------- |
| Goud      | Håvard Bøkko       | 13.06,53  | 100       |
| Zilver    | Tom Prinsen        | 13.16,11  | 80        |
| Brons     | Bob de Jong        | 13.17,77  | 70        |
| 4         | Marco Weber        | 13.18,60  | 60        |
| 5         | Chad Hedrick       | 13.21,47  | 50        |
| 6         | Brigt Rykkje       | 13.23,81  | 45        |
| 7         | Ivan Skobrev       | 13.26,70  | 40        |
| 8         | Dmitri Babenko     | 13.27,25  | 35        |
| 9         | Hiroki Hirako      | 13.33,65  | 30        |
| 10        | Tobias Schneider   | 13.42,58  | 25        |
| 11        | Justin Warsylewicz | 13.46,15  | 20        |
| 12        | Carl Verheijen     | val       | 0         |

| B-divisie | B-divisie              | B-divisie | B-divisie |
| rang      | schaatser              | tijd      | punten    |
| --------- | ---------------------- | --------- | --------- |
| 1         | Tristan Loy            | 13.14,92  | 35        |
| 2         | Sverre Haugli          | 13.18,56  | 30        |
| 3         | Øystein Grødum         | 13.18,66  | 25        |
| 4         | Odd Bohlin Borgersen   | 13.22,11  | 21        |
| 5         | Artjom Beloesov        | 13.22,21  | 18        |
| 6         | Aleksej Joenin         | 13.25,86  | 15        |
| 7         | Ted-Jan Bloemen        | 13.26,27  | 13        |
| 8         | Roger Schneider        | 13.26,33  | 11        |
| 9         | Sebastian Druszkiewicz | 13.30,89  | 10        |
| 10        | Sławomir Chmura        | 13.33,54  | 9         |
| 11        | Pascal Briand          | 13.34,10  | 8         |
| 12        | Lucas Makowsky         | 13.35,37  | 7         |
| 13        | Robert Lehmann         | 13.36,28  | 6         |
| 14        | Johan Röjler           | 13.39,61  | 5         |
| 15        | Shigeyuki Dejima       | 13.41,65  | 4         |
| 16        | Robert Kustra          | 13.48,48  | 3         |
| 17        | Steven Elm             | 13.50,63  | 2         |
| 18        | Henrik Christiansen    | 13.50,93  | 1         |
| 19        | Aaron Sadlier          | 13.51,13  | 0         |
| 20        | Trevor Marsicano       | 13.51,48  | 0         |
| 21        | Yue Cheng              | 13.57,33  | 0         |
| 22        | Kris Schildermans      | 14.00,46  | 0         |
| 23        | Alexander Rumyantsev   | 14.01,70  | 0         |
| 24        | Patrick Meek           | 14.03,28  | 0         |
| 25        | Milan Sáblík           | 14.04,71  | 0         |
| 26        | Maksim Pedos           | 14.08,63  | 0         |
| 27        | Naoki Yasuda           | 14.14,14  | 0         |
| 28        | Daniel Friberg         | 14.25,72  | 0         |
| 29        | Pavel Kulma            | 14.39,52  | 0         |
| 30        | Christian Pichler      | DNF       | 0         |
| 31        | Artjom Detisjev        | DNS       | 0         |

## Vrouwen

### 1500 meter
De 1500 meter bij de vrouwen werd gewonnen door Anni Friesinger, met een snelle opening van 25,43 reed ze naar een nieuw baanrecord van 1.55,39. Christine Nesbitt, de winnares van de vorige twee wereldbekerwedstrijden, werd tweede in 1.56,00. Daniela Anschütz-Thoms reed in de laatste rit naar de derde plaats door van Kristina Groves voor te blijven. Nesbitt behield wel de leiding in het klassement.
| A-divisie | A-divisie            | A-divisie | A-divisie |
| rang      | schaatsster          | tijd      | punten    |
| --------- | -------------------- | --------- | --------- |
| Goud      | Anni Friesinger      | 1.55,39   | 100       |
| Zilver    | Christine Nesbitt    | 1.56,00   | 80        |
| Brons     | Daniela Anschütz     | 1.57,10   | 70        |
| 4         | Kristina Groves      | 1.57,33   | 60        |
| 5         | Diane Valkenburg     | 1.58,20   | 50        |
| 6         | Jekaterina Lobysjeva | 1.58,40   | 45        |
| 7         | Katarzyna Wójcicka   | 1.58,51   | 40        |
| 8         | Marrit Leenstra      | 1.58,53   | 36        |
| 9         | Martina Sáblíková    | 1.58,66   | 32        |
| 10        | Claudia Pechstein    | 1.58,71   | 28        |
| 11        | Ji Jia               | 1.58,96   | 24        |
| 12        | Brittany Schussler   | 1.59,01   | 21        |
| 13        | Maki Tabata          | 1.59,97   | 18        |
| 14        | Catherine Raney      | 2.00,70   | 16        |
| 15        | Hiromi Otsu          | 2.01,21   | 14        |
| 16        | Masako Hozumi        | 2.01,37   | 12        |
| 17        | Jekaterina Abramova  | 2.02,69   | 10        |
| 18        | Yuliya Skokova       | 2.04,27   | 8         |
| 19        | Lucille Opitz        | DNF       | 0         |
| 20        | Cindy Klassen        | DQ        | 0         |

| B-divisie | B-divisie            | B-divisie | B-divisie |
| rang      | schaatsster          | tijd      | punten    |
| --------- | -------------------- | --------- | --------- |
| 1         | Jorien Voorhuis      | 1.59,73   | 25        |
| 2         | Katrin Mattscherodt  | 2.00,07   | 19        |
| 3         | Anna Rokita          | 2.01,76   | 15        |
| 4         | Dong Fei Fei         | 2.01,94   | 11        |
| 5         | Natalia Czerwonka    | 2.03,25   | 8         |
| 6         | Shiho Ishizawa       | 2.03,51   | 6         |
| 7         | Nicole Garrido       | 2.03,69   | 4         |
| 8         | Jekaterina Malysjeva | 2.03,70   | 2         |
| 9         | Anna Ringsred        | 2.04,32   | 1         |
| 10        | Karolina Ksyt        | 2.04,66   | 0         |
| 11        | Andrea Jirků         | 2.05,73   | 0         |
| 12        | Cathrine Grage       | 2.07,07   | 0         |
| 13        | Anzhelika Gavrilova  | 2.10,40   | 0         |

### 5000 meter
De 5000 meter bij de vrouwen werd net als de twee voorgaande 3000 meters gewonnen door Martina Sáblíková in een tijd van 6.56,67 .
De tweede en derde plaats werden in genomen door Clara Hughes(6.56,63) en Daniela Anschütz-Thoms(6.58,58). Sáblíková won met een ruime voorsprong, het was echter Gretha Smit die het nieuwe baanrecord neerzette door de B-divisie te winnen in een tijd van 6.53,63 .
| A-divisie | A-divisie          | A-divisie | A-divisie |
| rang      | schaatsster        | tijd      | punten    |
| --------- | ------------------ | --------- | --------- |
| Goud      | Martina Sáblíková  | 6.53,67   | 100       |
| Zilver    | Clara Hughes       | 6.56,63   | 80        |
| Brons     | Daniela Anschütz   | 6.58,58   | 70        |
| 4         | Claudia Pechstein  | 6.59,96   | 60        |
| 5         | Kristina Groves    | 7.00,60   | 50        |
| 6         | Cindy Klassen      | 7.05,03   | 45        |
| 7         | Catherine Raney    | 7.08,19   | 40        |
| 8         | Diane Valkenburg   | 7.10,62   | 35        |
| 9         | Maki Tabata        | 7.14,25   | 30        |
| 10        | Katarzyna Wójcicka | 7.18,56   | 25        |
| 11        | Ji Jia             | 7.24,23   | 20        |
| 12        | Svetlana Vysokova  | 7.26,46   | 15        |

| B-divisie | B-divisie           | B-divisie | B-divisie |
| rang      | schaatsster         | tijd      | punten    |
| --------- | ------------------- | --------- | --------- |
| 1         | Gretha Smit         | 6.53,63   | 35        |
| 2         | Elma de Vries       | 7.02,90   | 30        |
| 3         | Mireille Reitsma    | 7.05,75   | 25        |
| 4         | Katrin Mattscherodt | 7.06,29   | 21        |
| 5         | Masako Hozumi       | 7.09,74   | 18        |
| 6         | Hiromi Otsu         | 7.11,29   | 15        |
| 7         | Shiho Ishizawa      | 7.11,40   | 13        |
| 8         | Anna Rokita         | 7.11,72   | 11        |
| 9         | Jorien Voorhuis     | 7.12,27   | 10        |
| 10        | Brittany Schussler  | 7.12,55   | 9         |
| 11        | Stephanie Beckert   | 7.14,08   | 8         |
| 12        | Lucille Opitz       | 7.14,11   | 7         |
| 13        | Michèle D'Amours    | 7.15,51   | 6         |
| 14        | Andrea Jirků        | 7.19,03   | 5         |
| 15        | Cathrine Grage      | 7.20,45   | 4         |
| 16        | Luiza Zlotkowska    | 7.24,83   | 3         |
| 17        | Olga Graf           | 7.25,32   | 2         |
| 18        | Karolina Ksyt       | 7.29,58   | 1         |
| 19        | Alla Shabanova      | 7.30,96   | 0         |
| 20        | Anna Ringsred       | 7.36,50   | 0         |
| 21        | Yuliya Skokova      | 7.42,92   | 0         |
| 22        | Anzhelika Gavrilova | 7.55,63   | 0         |